# ヴォクソール・モーターズFC
ヴォクソール・モーターズ・フットボールクラブ（Vauxhall Motors Football Club）はイングランド、チェシャー州、イレズミアー・ポートを本拠地とするサッカークラブチームである。2012-2013シーズンはカンファレンス・ノース（6部相当）に所属。

## クラブ各種記録
リーグ最高順位 
- 11位 カンファレンス・ノース 2008-2009

## タイトル

### 国内タイトル
- ノースウェスト・カウンティーズリーグ・ディヴィジョン1:1回

1999-2000
- ノースウェスト・カウンティーズリーグ・ディヴィジョン2:2回

1988-1989,1994-1995
- ウェスト・チェシャーリーグ・ディヴィジョン1:3回

1984-1985,1994-1995(reserves),2002-2003(reserves)
- ノースウェスト・カウンティーズリーグ・リーグカップ:2回

1990-1991,1998-1999
- ウェスト・チェシャーリーグ・ディヴィジョン2・リーグカップ:1回

1967-1968
- パイクカップ:2回

1999-2000(reserves),2004-2005(reserves)

### 国際タイトル
- なし